# 原田佐治郎
原田 佐治郎（はらた/ はらだ さじろう、1850年4月24日（嘉永3年3月13日） - 1916年（大正5年）10月16日）は、明治から大正時代前期の政治家、治水家。貴族院多額納税者議員。旧姓は上原。

## 経歴
陸奥国津軽郡森田村（西津軽郡森田村を経て現つがる市）の旧家上原家に生まれる。1904年（明治37年）12月に家督を相続。1891年（明治24年）から1903年（明治36年）まで西津軽郡会議員、同年から1907年（明治40年）まで青森県会議員を務めた。この間、1891年（明治24年）から1916年（大正5年）の16年間に渡り、西津軽郡水利組合議員として水利事業の発展に貢献した。
1916年（大正5年）青森県多額納税者として貴族院議員に互選され、同年8月16日から務めたが、就任からわずか2か月後に死去した。

## 親族
- 長男 原田藤次郎（衆議院議員）[6]